# لوسيت
اللوسيت (الاسم العلمي: Lecythis) هو جنس من النباتات يتبع الفصيلة اللوسيتية من رتبة الخلنجيات.
أنواع هذا الجنس هي نباتات أصلية في أمريكا الوسطى وأمريكا الجنوبية.

## أنواع اللوسيت
- لوسيت أصغر
- لوسيت بارنبي
- لوسيت برانكوي
- لوسيت زابوكاجو
- لوسيت سفائي
- لوسيت سناني
- لوسيت شواكي
- لوسيت شومبوركي
- لوسيت عريض
- لوسيت كليل
- لوسيت محير
- لوسيت مشرشر
- لوسيت مغضن
- لوسيت مكتظ الأزهار